# Джонстон-Сіті (Іллінойс)
Джонстон-Сіті (англ. Johnston City) — місто (англ. city) в США, в окрузі Вільямсон штату Іллінойс. Населення — 3384 особи (2020).

## Географія
Джонстон-Сіті розташований за координатами 37°49′16″ пн. ш. 88°55′45″ зх. д. / 37.82111° пн. ш. 88.92917° зх. д. (37.821035, -88.929295).  За даними Бюро перепису населення США в 2010 році місто мало площу 5,50 км², з яких 5,35 км² — суходіл та 0,15 км² — водойми.

## Демографія
Згідно з переписом 2010 року, у місті мешкали 3543 особи в 1508 домогосподарствах у складі 971 родини. Густота населення становила 644 особи/км².  Було 1696 помешкань (308/км²).
Расовий склад населення:
| - 97,1 % — білих - 0,6 % — чорних або афроамериканців - 0,5 % — корінних американців - 0,2 % — азіатів |

До двох чи більше рас належало 1,4 %. Частка іспаномовних становила 1,0 % від усіх жителів.
За віковим діапазоном населення розподілялося таким чином: 23,5 % — особи молодші 18 років, 59,3 % — особи у віці 18—64 років, 17,2 % — особи у віці 65 років та старші. Медіана віку мешканця становила 39,3 року. На 100 осіб жіночої статі у місті припадало 91,6 чоловіків;  на 100 жінок у віці від 18 років та старших — 92,1 чоловіків також старших 18 років.
Середній дохід на одне домашнє господарство  становив 39 127 доларів США (медіана — 31 149), а середній дохід на одну сім'ю — 44 355 доларів (медіана — 36 279). Медіана доходів становила 40 893 долари для чоловіків та 31 474 долари для жінок. За межею бідності перебувало 22,8 % осіб, у тому числі 17,8 % дітей у віці до 18 років та 20,1 % осіб у віці 65 років та старших.
Цивільне працевлаштоване населення становило 1344 особи. Основні галузі зайнятості: освіта, охорона здоров'я та соціальна допомога — 32,4 %, мистецтво, розваги та відпочинок — 15,3 %, роздрібна торгівля — 14,1 %.